# Lil·luet
Lil·luet /’lɪloʊɛt/, també conegut com a St’át’imcets (en Lil·luet: St'át'imcets [ˈst'æt͡ɬ'emxət͡ʃ]), és l'Interior Salishan llengua del St'át'imc, parlat en Colúmbia britànica del sud, Canadà, al voltant del mig Fraser i Lillooet Rius. El dialecte del més Baix Lillooet les persones utilitza el nom Ucwalmícwts, perquè St'át'imcets significa "la llengua de les persones de Segut, i.e. el Superior Lillooet del Fraser River.
Lillooet És un endangered llengua amb mentre pocs mentre 200 parlants natius pràcticament tot de qui és per damunt 60 anys (Gordon 2005).

## Varietats regionals
St'A'imcets té dos dialectes principals:
- Superior St'a'imcets ((sard) St'át'imcets, Font)
- Més baix St'a'imcets ((sard) Lil'wat7úlmec, Mont Currie)

Superior St'a'imcets és parlat al voltant Font, Pavelló, Lillooet, i neighboring àrees. Més baix St'a'imcets és parlat al voltant Mont Currie i neighboring àrees. Un subdialecte addicional va cridar Skookumchuck és parlat dins del més Baix St'a'imcets àrea de dialecte, però no hi ha cap informació disponible dins van Eijk (1981, 1997) (quines són les referències principals per aquest article). Un ús comú utilitzat per les bandes del més Baix Lillooet Riu sota Lillooet el llac és Ucwalmicwts.
El "Clao7alcw" (el niu de Raven) programa de niu de la llengua a Mont Currie, casa del Lil'wat, és conduït en el Lil'wat dialecte."
Tan de 2014, "el Consorci de Passadís Costaner— una entitat feta de membres de tauler de Primeres Nacions i socis educatius per millorar accés aborigen a i actuació en postsecondary educació i formació— ... [Té] va desenvolupar un Lil'wat-programa de llengua."

## Fonologia

### Consonants
St'A'imcets té 44 consonants:
| Bilabial   | Dental      | Dental  | Dental           | Postal.v /Palatal | Postal.v /Palatal | Velar   | Velar  | Correu-velar | Correu-velar | Glottal |
| Bilabial   | Central     | Lateral | retractedlateral | Senzill           | retracted         | Senzill | Labial | Senzill      | Labial       | Glottal |
| ---------- | ----------- | ------- | ---------------- | ----------------- | ----------------- | ------- | ------ | ------------ | ------------ | ------- |
| Aturada    | Senzill     | p       | t                | t͡ʃ                | t͡ʂ                | k       | kʷ     | q            | qʷ           |         |
| Aturada    | glottalized | pʼ      | t͡sʼ              | t͡ɬʼ               | kʼ                | kʷ'     | q͡χʼ    | q͡χʷʼ         | ʔ            |         |
| Fricative  | Fricative   | ɬ       | ʃ                | ʂ                 | x                 | xʷ      | χ      | χʷ           |              |         |
| Nasal      | Senzill     | m       | n                |                   |                   |         |        |              |              |         |
| Nasal      | glottalized | ˀm      | ˀn               |                   |                   |         |        |              |              |         |
| Aproximant | Senzill     | z       | l                | ḻ                 | j                 | ɣ       | ɣʷ     | ʕ            | ʕʷ           | h       |
| Aproximant | glottalized | zʼ      | ˀl               | ˀḻ                | ˀj                | ɣ'      | ɣʷ'    | ʕ'           | ʕʷ'          |         |

- Obstruents Consistir de les aturades, affricates, i fricatives. Hi ha 22 obstruents.
- Sonorants Consistir del nasals i approximants. Hi ha 22 sonorants.
- Glottalized Les aturades són pronunciades tan ejective consonants. Glottalized sonorants És pronunciat amb creaky veu: //ˀn// = [n̰].
- El glottalized consonants de St'a'imcets contrasta no només amb consonants senzilles, però també amb seqüències de consonant senzilla + glottal aturada, o glottalized consonant + glottal aturada, en qualsevol ordre. Això aguanta per ambdós el obstruents i el sonorants: [ɣʷ] ≠ [ɣʷ'] ≠ [ʔɣʷ] ≠ [ɣʷ] ≠ ['] ≠ [ɣʷʼ] i [k] ≠ [k'] ≠ [ʔk] ≠ [kʔ] ≠ [ʔɣʷ] ≠ [ɣʷʼʔ].
- El dental approximants /z, z'/ és pronunciat alternativament mentre interdental fricatives [ð, ð̰] o tan dental fricatives [z̪, z̪̰], depenent en el dialecte de St'a'imcets.
- Hi ha quatre parells de retracted i nonretracted consonants (quins alternen morphophonemically). Retraction En les consonants és essencialment velarització, tot i que a més, nonretracted //t͡ʃ// és fonèticament laminal [t͡ʃ̻] mentre que retracted //t͡ʃ̠// és apical [t͡ʂ̺] (Nota també que St'a'imcets ha retracted-nonretracted parells de vocal.)
  - /t͡ʃ/ - /t͡ʃ̠/
  - /ʃ/ - /ʃ̠/
  - /l/ - /ḻ/
  - /l'/ - /ḻ'/
- Entre el correu-velar consonants, el obstruents /q, qʷ, q͡χ', q', χ, χʷ/ és tot correu-velar (pre-uvular) [k̠, k̠ʷ, k̠͡x̠', k̠͡x', x̠, x̠ʷ] mentre que el approximants [ʕ, ʕʷ, ʕ','] és qualsevol pharyngeal o cert uvulars.

### Vocals
St'A'imcets té 8 vocals:
| Front        | Front     | Central      | Central   | Enrere       | Enrere    |
| No-retracted | retracted | No-retracted | retracted | No-retracted | retracted |
| ------------ | --------- | ------------ | --------- | ------------ | --------- |
| Alt          | e [e]     | e̠ [ɛ]        | o [o]     | o̠ [ɔ]        |           |
| Mid          | ə [ə]     | ə̠ [ʌ]        |           |              |           |
| Baix         | a [ɛ]     | a̠ [a]        |           |              |           |

- El phonetic la realització dels fonemes és indicada entre parèntesis a la dreta.
- Tot retracted les vocals són indicades per una línia sota la vocal. Aquests retracted les vocals alternen morphophonemically. (Nota que St'a'imcets també té retracted consonants.)
- El no-retracted vocal /unes/ gammes de [ɛ~æ]. Perquè retracted //e̠// i no-retracted //a// pot tots dos pronunciat [ɛ], hi ha sovint phonetic solapar.

### Processos fonològics
- Epentètic //ə//.

Correu-velar Harmony (retraction):
- Dins d'arrels, hi ha una restricció que tota consonant i vocal retracted-nonretracted els parells han de ser del mateix tipus. Que és, una arrel no pot contenir tots dos un retracted i un nonretracted vocal o consonant. Això és un tipus de Retraced harmonia d'Arrel de la Llengua (també anomenat pharyngeal harmonia) implicant ambdues vocals i consonants que és una característica areal d'aquesta regió d'Amèrica del Nord, va compartir per altre Interior Salishan i no-Salishan llengües (per exemple veure Chilcotin aplanament de vocal).
- A més de la restricció d'harmonia de l'arrel, alguns sufixos harmonitzen amb l'arrel al qual són subjectats. Per cas, el inchoative sufix //-ɣʷélʼx// -wil'c:

| ama "Bo"     | /ʔáma/  | + /-wél'x/    | → | /ʔamaɣʷél'x/ [ʔɛmɛɣʷél̰x] | amawíl'c "Per millorar"            |
| qvḻ "Dolent" | //qʌḻ// | + //-ɣʷélʼx// | → | /qʌḻɣʷé̱ḻ'x/ [qaɫɣʷɛ́ɫ̰x]   | qvḻwíiḻʼc "Per aconseguir spoiled" |

## Ortografia
La taula següent mostra les vocals i consonants i el seu respectiu orthographic símbols.
| Fonema     | Orthografia | Fonema | Orthography |
| Vocals     | Vocals      | Vocals | Vocals      |
| ---------- | ----------- | ------ | ----------- |
| //e//      | i           | //e̠//  | ii          |
| //o//      | u           | //o̠//  | o           |
| //ə//      | e           | //ə̠//  | v           |
| //a//      | Un          | //a̠//  | ao          |
| Consonants |             |        |             |
| //p//      | p           | //m//  | m           |
| //pʼ//     | p̓           | //ˀm// | m̓           |
| //t//      | t           | //n//  | n           |
| /tɬ'/      | t'          | //ˀn// | n̓           |
| //tʃ//     | ts          | //ɬ//  | lh          |
| //tʃˠ//    | ts̲          | //z//  | z           |
| //tsʼ//    | ts̓          | //zʼ// | z̓           |
| //k//      | k           | //ɣ//  | r           |
| //kʷ//     | kw          | //ɣʷ// | w           |
| //kʼ//     | k̓           | /ɣ'/   | r̓           |
| /kʷ'/      | k̓w          | /ɣʷ'/  | w̓           |
| //q//      | q           | //ʕ//  | G           |
| //qʷ//     | qw          | //ʕʷ// | gw          |
| /qχ'/      | q̓           | /ʕ'/   | G̓           |
| /qχʷ'/     | q̓w          | /ʕʷ'/  | G̓w          |
| //ʔ//      | 7           | //h//  | h           |
| //ʃ//      | s           | //j//  | y           |
| //ʃ̠//      | s̠           | //ˀj// | y̓           |
| //x//      | c           | //l//  | l           |
| //xʷ//     | cw          | //ḻ//  | ḻ           |
| //χ//      | x           | //ˀl// | l'          |
| //χʷ//     | xw          | //ˀḻ// | ḻ'          |

## Gramàtica
St'A'imcets té dos tipus principals de paraules:
1. Paraules plenes
  1. Paraules variables
  2. Paraules invariables
2. clitics
  1. Proclítics
  2. enclitics

El tipus de paraula variable pot ser afectat per molts processos morfològics, com prefixació, sufixació, infixation, reduplication, i glotalització.
St'át'imcets, com l'altre Salishan llengües, flexibilitat d'argument/de predicat d'exposicions. Totes les paraules plenes són capaces d'ocórrer en el predicat (incloent paraules amb típicament 'nouny' significats com nk'yap 'coiot', el qual en el predicat essencialment significa 'per ser un coiot') i qualsevol paraula plena és capaç d'aparèixer en un argument, fins i tot els que semblen "verby", com t'ak 'va', el qual com a substantiu, és equivalent la frase de substantiu 'un que va'.
| Frase     | T'ak tink'yápa.       | T'ak tink'yápa.       | T'ak tink'yápa.       | T'ak tink'yápa.       |
| Morfemes  | t'ak                  | ti-                   | nk'yap                | -Un                   |
| Glossa    | Anar.Al llarg de      | DET-                  | Coiot                 | -DET                  |
| Parts     | Predicat              | Subjecte              | Subjecte              | Subjecte              |
| Traducció | El/un coiot va.       | El/un coiot va.       | El/un coiot va.       | El/un coiot va.       |
| Frase     | Nk'yáp tit'aka.       | Nk'yáp tit'aka.       | Nk'yáp tit'aka.       | Nk'yáp tit'aka.       |
| Morfemes  | nk'yap                | ti-                   | t'ak                  | -Un                   |
| Glossa    | Coiot                 | DET-                  | Anar.Al llarg de      | -DET                  |
| Parts     | Predicat              | Subjecte              | Subjecte              | Subjecte              |
| Traducció | El anant és un coiot. | El anant és un coiot. | El anant és un coiot. | El anant és un coiot. |

### Reduplicació
St'át'imcets, mentre és típic del Salishan família, té diversos tipus de reduplication (i triplication) que tenen una gamma de funcions com expressar plural, diminutive, aspecte, etc.
| kl'ácw                            | Sócuskrat'          | → | kl'ekl'ácw    | Sócuskrats'                       | Plural                |                                            |
| stálhlec                          | tanding amunt'      | → | státalhlec    | 'Per mantenir estant amunt'       | Continuative          | (Té s- prefix, tija: -tálhlec)             |
| sráp                              | 'Arbre'             | → | srepráp       | 'Arbres                           | Plural/col·lectiu     | (Tija: -rap)                               |
| snúk'wa7                          | 'Amic'              | → | snek'wnúk'wa7 | 'Amics                            | Plural/col·lectiu     | (Tija: -núk'wa7)                           |
| Final reduplication/triplication: |                     |   |               |                                   |                       |                                            |
| p'líxw                            | 'Bullir per damunt' | → | p'líxwexw     | 'Bullint per damunt'              | Acció actual          |                                            |
| p'líxw                            | 'Bullir per damunt' | → | p'lixwixwíxw  | 'Per mantenir bullint per damunt' | Continuative/Intensiu |                                            |
| lhésp                             | 'rash'              | → | lhéslhsep     | 'rash Per tot arreu'              | Plural/col·lectiu     | (Tija: lhes-) (el e abans -p és epentètic) |

Un tipus més complicat de reduplication és l'intern reduplication va utilitzar per expressar el diminutive. En aquest cas la consonant abans d'una vocal accentuada és reduplicated després de la vocal accentuada i normalment la vocal llavors canvis a e (IPA: [ə]). Els exemples són a sota:
| naxwít | nake'    | → | naxwéxwt | 'Cuc'          | (naxwé-xw-t) |                                          |
| sqáxa7 | 'Gos'    | → | sqéqxa7  | 'pup'          | (sqé-q-xa7)  |                                          |
| sqláw' | 'Castor' | → | sqlélew' | 'Castor petit' | (sqlé-l-ew') | (L'extra e aquí és una vocal epentètica) |

Més d'un reduplicative el procés pot ocórrer en una paraula donada:
| sqáxa7  | 'Gos'      | sqéqxa7        | 'pup' | sqexqéqxa7 | 'pups' |
| s-qáxa7 | s-qé-q-xa7 | s-qex-qé-q-xa7 |       |            |        |

St'át'imcets Té molts altres variants del per sobre de tipus. Reduplication És més enllà complicat per glotalització de consonant (veu van Eijk (1997) per detalls).

### Humor i modalitat
L'humor de subjuntiu apareix dins nou entorns distints, amb una gamma d'efectes semàntics, incloent:
- Debilitant un imperatiu a una petició educada,
- Girant una qüestió a una declaració d'incertesa,
- Creant una ignorància parent lliure.

El St'át'imcets el subjuntiu també difereix d'Indo-subjuntius europeus dins que no és seleccionat per verbs d'actitud.
St'át'imcets Té un sistema complex de subjecte i acord d'objecte. Hi ha paradigmes d'acord subjectes diferents per transitive vs. intransitive Predicats. Per intransitive predicats, hi ha tres paradigmes subjectes distints, un del qual és glossat tan ‘subjuntiu' per van Eijk (1997) i Davis (2006)

## Text de mostra
El següent és una porció d'una història dins van Eijk (1981:87) va dir per Rosie Joseph de Mont Currie.
St'A'imcets:

Nilh aylh lts7a sMáma ti húz̓a qweqwl'el'tmínan. N̓as ku7 ámlec áku7 tsípunsa. Nilh t’u7 st’áksas ti xláka7sa. Tsicw áku7, nilh t’u7 ses wa7, kwánas et7ú i sqáwtsa. Wa7 ku7 t’u7 áti7 xílem, t’ak ku7 knáti7 ti pú7y̓acwa. Nilh ku7 t’u7 skwánas, lip̓in̓ás ku7. Nilh ku7 t’u7 aylh stsuts: "Wa7 nalh aylh láti7 kapv́ta!" Nilh ku7 t’u7 aylh sklhaka7mínas ku7 láti7 ti sqáwtsa cwilhá k̓a, nao7q̓ spawts ti kwanensása...

Traducció anglesa:

Això cronometra és Máma parlaré aproximadament. Va anar que manera d'aconseguir algun menjar del seu roothouse. Així que va agafar al llarg de la seva galleda. Aconsegueixi allà, i va quedar al voltant, agafant patates. Faci que, i llavors un ratolí va córrer per allà. Així que ella grabbed el, el va esprémer. Així que va dir: "aconsegueixes tot squashed ara!" Així que va obrir la seva mà i ella van deixar anar de quin resultat per ser una patata, sigui una patata podrida que hi hagi agafat....